# Нарака (Хиндуизам)
Нарака (санск. नरक), такође назван Јамалока, је хиндуистички еквивалент пакла, где се грешници муче након смрти. Нарака је такође пребивалиште Јаме, бога смрти. Описује се да се налази на југу универзума и испод земље.
Број и називи пакла, као и врста грешника послатих у одређени пакао, варира од текста до текста; међутим, многи списи описују 28 пакла. После смрти, Јамини гласници звани Јамадуте доводе сва бића на Јамин двор, где он одмерава врлине и пороке бића и доноси пресуду, шаљући врлине у Сваргу (рај), а грешнике у један од пакла. Боравак у Сварги или Нараки се генерално описује као привремени. Након што се квантум казне заврши, душе се поново рађају као нижа или виша бића према својим заслугама (изузетак је хиндуистички филозоф Мадхва, који верује у вечно проклетство Тамо-јогија у Андхантамама).

## Локација
Бхагавата Пурана описује Нараку као смештену испод земље: између седам царстава подземног света (Патала) и океана Гарбходака, који је дно универзума. Налази се на југу свемира. Питрлока, где бораве мртви преци (Питрс) на челу са Агнисватаом, такође се налази у овом региону. Јама, господар Нараке, живи у овом царству са својим помоћницима. Деви Бхагавата Пурана помиње да је Нарака јужни део универзума, испод земље, али изнад Патале. Вишну Пурана помиње да се налази испод космичких вода на дну универзума. Хиндуистички епови се такође слажу да се Нарака налази на југу, у правцу којим управља Јама и који се често повезује са смрћу. Питрлока се сматра главним градом Јаме, одакле Јама испоручује правду.